# Take a Chance on Me
Take a Chance on Me는 스웨덴의 음악 그룹 ABBA의 노래로, 1978년 1월 27일 영국에서 폴라 뮤직을 통해 다섯 번째 정규 음반인 ABBA: The Album (1977)의 두 번째 싱글로 발매되었다. 앙네타 펠트스코그와 안니프리드 륑스타가 벌스와 코러스에서 리드 보컬을 맡았으며, 펠트스코그는 두 브리지 섹션을 솔로로 불렀다. 이 노래는 영국과 미국에서 모두 톱 10에 들었으며, 특히 1992년 영국 밴드 이레이저가 커버했다.

## 배경 및 발매
"Take a Chance on Me"의 가제는 "Billy Boy"였다. ("Billy Boy"의 발췌본은 1994년 박스 세트 Thank You for the Music에 ABBA Undeleted 트랙의 일부로 포함되어 발매되었는데, 이 트랙은 완성된 노래의 데모, 초기 및 대체 버전, 미완성 곡으로 구성되어 있다.) 1977년 베뉘 안데르손과 비에른 울바에우스가 작곡 및 녹음한 이 노래는 매니저 스티칸 안데르손이 가사 작곡에 참여하지 않은 ABBA의 첫 싱글 중 하나로, 안데르손과 울바에우스가 송라이팅 파트너십을 맺었음을 확인시켜 주었다.
이 노래의 기원은 열렬한 러너였던 울바에우스가 자신의 보폭을 맞추기 위해 "tck-a-ch" 스타일의 리듬을 반복했던 것에서 비롯되었다. 이것이 "take-a-chance"로 발전하여 최종 가사가 되었다. 이 트랙의 드러머인 로저 팜은 이 노래를 "ABBA가 가장 활기차고 강력한 모습"이라고 묘사했다.
이 싱글의 B면은 "I'm a Marionette"로, "Thank You for the Music"과 "I Wonder (Departure)" (이전 싱글 "The Name of the Game"의 B면)와 마찬가지로 1977년 콘서트 투어에서 공연된 The Girl With the Golden Hair라는 미니 뮤지컬의 일부였다.

## 평가

### 비평적 평가
빌보드지는 "Take a Chance on Me"를 "[ABBA의] 가장 바쁘고 빠른 템포의 프로덕션 중 하나"라고 묘사했다. 캐시 박스는 보컬이 "월 오브 사운드를 만들어내기 위해 복잡하게 편곡되었다"고 평했다. 레코드 월드는 이 곡을 "블루 스위드가 'Hooked on a Feeling'을 다룬 이후 팝 음악에서 가장 매혹적인 아카펠라 도입부 중 하나"를 가진 "매우 잘 편곡된 기분 좋은 곡"이라고 불렀다.

### 상업적 평가
"Take a Chance on Me"는 ABBA의 가장 성공적인 차트 히트곡 중 하나가 되었으며, 이 그룹의 영국 7번째 1위 곡이 되었다(그리고 "Knowing Me, Knowing You"와 "The Name of the Game"에 이어 영국에서 3연속 차트 1위 곡). 또한 ABBA의 1970년대 마지막 영국 1위 곡이었고, 이 그룹은 1970년대 영국에서 가장 많은 차트 1위 싱글을 기록한 아티스트라는 명예를 안겨주었다. 60만 장 이상 판매 및 스트리밍되어 플래티넘 디스크를 받았다. 2021년 9월 기준으로, 이 곡은 95만 장의 차트 판매량(순수 판매량 88만 2천 장 포함)으로 이 그룹의 영국 내 네 번째로 큰 곡이다. 미국에서는 3위에 올랐고 100만 장 판매로 골드 인증을 받았다. 이 노래는 캐나다와 서독에서도 3위를 기록했다.

### 유산
"Take a Chance on Me"는 ABBA의 최고의 노래 중 하나로 널리 평가받고 있다. 2017년, 빌보드는 ABBA의 가장 위대한 노래 15곡 목록에서 이 곡을 2위로 선정했다. 그리고 2021년, 롤링 스톤은 ABBA의 가장 위대한 노래 25곡 목록에서 이 곡을 9위로 선정했다.

## 참여자
- 앙네타 펠트스코그 – 보컬
- 안니프리드 륑스타 – 보컬
- 비에른 울바에우스 – 통기타, 일렉트릭 기타, 보컬
- 베뉘 안데르손 – 키보드, 신시사이저, 보컬

### 추가 연주자
- 룻게르 군나르손 – 베이스
- 로저 팜 – 드럼[3]
- 말란도 가사마 – 퍼커션

## 트랙 목록
- 표준 7인치 싱글[16]

1. "Take a Chance on Me" – 4:05
2. "I'm a Marionette" – 3:54

- 유고슬라비아 7인치 싱글[17]

1. "Take a Chance on Me"
2. "Thank You for the Music"

- 브라질 7인치 싱글[18]

1. "Take a Chance on Me" – 3:59
2. "One Man, One Woman" – 4:30

## 차트
| 차트 (1978)                         | 최고 순위 |
| ----------------------------------- | --------- |
| 호주 (켄트 뮤직 리포트)             | 12        |
| 1                                   |           |
| 1                                   |           |
| 캐나다 탑 싱글 (RPM)                | 3         |
| 캐나다 어덜트 컨템포러리 (RPM)      | 7         |
| 핀란드 (수오멘 비랄리넨 리스타)     | 18        |
| 1                                   |           |
| 2                                   |           |
| 2                                   |           |
| 뉴질랜드 (레코드 뮤직 NZ)           | 14        |
| 8                                   |           |
| 로디지아 (Rhodesian Singles Chart)  | 2         |
| 남아프리카 (스프링복 라디오)        | 6         |
| 3                                   |           |
| 영국 싱글 (오피셜 차트 컴퍼니)      | 1         |
| 3                                   |           |
| 미국 어덜트 컨템포러리 (《빌보드》) | 9         |
| 미국 캐시 박스 탑 100               | 5         |
| 3                                   |           |

| 차트 (1978)                  | 순위 |
| ---------------------------- | ---- |
| 호주 (켄트 뮤직 리포트)      | 109  |
| 캐나다 탑 싱글 (RPM)         | 55   |
| 독일 (공식 독일 차트)        | 13   |
| 네덜란드 (싱글 탑 100)       | 24   |
| 스위스 (슈바이처 히트파라데) | 10   |
| 영국 싱글 (OCC)              | 9    |
| 미국 빌보드 핫 100           | 32   |

## 인증 및 판매량
| 국가                                                            | 인증     | 판매량/출하량 |
| --------------------------------------------------------------- | -------- | ------------- |
| 캐나다 (뮤직 캐나다)                                            | 골드     | 75,000^       |
| 덴마크 (IFPI Danmark)                                           | 골드     | 45,000        |
| 케냐                                                            | —        | 10,000        |
| 포르투갈                                                        | —        | 20,000        |
| 영국 (BPI)                                                      | 플래티넘 | 600,000       |
| 미국 (RIAA)                                                     | 골드     | 1,000,000^    |
| 미국 디지털                                                     | —        | 234,000       |
| 요약                                                            |          |               |
| 전 세계 실물 판매량                                             | —        | 2,000,000     |
| ^출하량을 기반으로 한 인증 · 판매량+스트리밍을 기반으로 한 인증 |          |               |

## 이레이저 버전
이 곡은 1992년 6월 영국 신스팝 듀오 이레이저가 뮤트에서 발매한 Abba-esque EP의 일부로 커버되었는데, MC 킨키가 부른 라가 스타일의 토스트가 추가되었다. 일부 국가에서는 MC 킨키가 라가 랩 도중 자신을 "스페셜 K"라고 칭했기 때문에 이 커버가 "스페셜 K 피처링 이레이저"로 표기되기도 했다. 이 곡은 데이브 배스콤이 프로듀싱했다. 미국에서는 이 곡이 빌보드 Hot 100 Airplay 차트에서 51위에 올랐다. 이 곡은 출판사의 메인 Hot 100 차트에 진입할 만큼 충분한 차트 포인트를 얻었지만, 싱글로 상업적으로 발매되지 않아 진입 자격이 없었다. 라디오 에디트에는 라가 랩이 생략되어 있다. 이 곡의 뮤직 비디오는 필립 고티에가 감독했으며, 듀오가 드랙 분장을 하고 펠트스코그와 륑스타로 등장한다.

### 비평적 평가
빌보드지의 래리 플릭은 "이 트랙은 원곡의 멋진 키치를 유지하면서 일렉트로-힙 악기 편곡과 MC 킨키의 충격적이면서도 즐거운 토스트 간주를 더했다. 모험적인 팝 팬들에게는 필수이며, 리믹스는 상당한 클럽 잠재력을 가지고 있다"고 썼다. 엔터테인먼트 위클리의 에이미 린든은 이레이저가 이 곡을 "공경스럽게 꾸민다"고 평하며, "키보드 마법사 빈스 클라크가 70년대의 보석을 92년 클럽의 공격성으로 가득 채웠다"고 덧붙였다. 그녀는 또한 듀오가 "혀를 제대로 놀리며 경박한 증언으로 경의를 표한다"고 언급했다. 2011년 회고적 리뷰에서 프리키 트리거의 톰 유잉은 전체 프로젝트가 "MC 킨키가 'Take a Chance on Me' 중간에 30초 동안 즐겁고 조야하게 등장하여 마침내 노래에 약간의 창의적인 무례함을 보여줄 때 딱 한 번 생생하게 살아난다"고 언급했다. 개빈 리포트의 데이브 숄린은 "ABBA가 테크노로 간다고?"라고 물으며, 이 업데이트된 버전이 "힙한 프로덕션 요소를 추가하면서 원곡의 풍미를 많이 유지한다"고 결론지었다. 나이트-리더 신문의 하워드 코헨은 이 곡을 "신나는 리메이크"라고 불렀다. 멜로디 메이커의 에버렛 트루는 이 곡의 커버가 "피를 흘린다. 정말이다"라고 느꼈다. NME의 데이비드 콴틱은 이 곡의 "완전한 스웨덴적 특성"을 언급했다.

### 뮤직 비디오
이레이저 멤버 빈스 클라크와 앤디 벨은 ABBA의 원곡에 강한 영향을 받은 뮤직 비디오에서 자신들로, 그리고 드랙 (클라크는 펠트스코그, 벨은 륑스타로 분장)으로 이중 역할을 수행했다. 이 비디오는 필립 고티에가 감독했다. 레게/댄스홀 랩 부분을 부른 MC 킨키 (가명 카론 기어리)도 비디오의 간주에 등장한다. 셀렉트의 대니 스캇은 이 비디오를 "요란하다"고 묘사했다.

### 차트
| 차트 (1992)                       | 최고 순위 |
| --------------------------------- | --------- |
| 유럽 (유럽 댄스 라디오)           | 11        |
| 아이슬란드 (이슬렌스키 리스틴)    | 14        |
| 미국 라디오 송 (《빌보드》)       | 51        |
| 미국 핫 댄스 클럽 송 (《빌보드》) | 10        |